# Piper pulchrum
Piper pulchrum är en pepparväxtart som beskrevs av C. Dc.. Piper pulchrum ingår i släktet Piper och familjen pepparväxter. Inga underarter finns listade i Catalogue of Life.